# Arquidiocese de Pouso Alegre

Mapa da Arquidiocese de Pouso Alegre.

A Arquidiocese de Pouso Alegre (em latim: Archidiœcesis Pouso Alegre), como a chamou a bula Regio Latissime Patens, do papa Leão XIII, é uma circunscrição eclesiástica da Igreja Católica no Brasil. O atual arcebispo metropolitano é Dom José Luiz Majella Delgado, CSsR. A sé arquiepiscopal está na Catedral Metropolitana de Pouso Alegre.

## Divisão territorial
A Arquidiocese de Pouso Alegre é dividida em 70 paróquias localizadas em 47 dos municípios do sul do estado de Minas Gerais:

Regional Leste 2 da CNBB.

- Pouso Alegre
- Albertina
- Andradas
- Bom Repouso
- Borda da Mata
- Brasópolis
- Bueno Brandão
- Cachoeira de Minas
- Caldas
- Camanducaia
- Cambuí
- Carvalhópolis
- Conceição dos Ouros
- Congonhal
- Consolação
- Córrego do Bom Jesus
- Delfim Moreira
- Espírito Santo do Dourado
- Estiva
- Extrema
- Gonçalves
- Ibitiúra de Minas
- Inconfidentes
- Ipuiúna
- Itajubá
- ItapevaRegional Leste 2 da CNBB.
- Jacutinga
- Maria da Fé
- Monte Sião
- Munhoz
- Ouro Fino
- Paraisópolis
- Piranguçu
- Piranguinho
- Poço Fundo
- Santa Rita de Caldas
- Santa Rita do Sapucaí
- São João da Mata
- São Sebastião da Bela Vista
- Sapucaí-Mirim
- Senador Amaral
- Senador José Bento
- Silvianópolis
- Tocos do Moji
- Toledo
- Turvolândia
- Wenceslau Braz

## Bispos
|                   | Nome                                     | Período    | Notas                                  |
| Arcebispos        | Arcebispos                               | Arcebispos | Arcebispos                             |
| ----------------- | ---------------------------------------- | ---------- | -------------------------------------- |
| 4º                | José Luiz Majella Delgado, C.Ss.R.       | 2014-atual |                                        |
| 3º                | Ricardo Pedro Chaves Pinto Filho, O.Præm | 1996-2014  |                                        |
| 2º                | João Bergese                             | 1990-1996  |                                        |
| 1º                | José d'Ângelo Neto                       | 1962-1990  |                                        |
| Bispos auxiliares |                                          |            |                                        |
|                   | Antônio Augusto de Assis                 | 1907-1909  |                                        |
|                   | João Bosco Oliver de Faria               | 1987-1991  | Nomeado bispo de Patos de Minas        |
|                   | José Francisco Rezende Dias              | 2001-2005  | Nomeado bispo de Duque de Caxias       |
| Bispos            |                                          |            |                                        |
| 4º                | José d'Ângelo Neto                       | 1960-1962  |                                        |
| 3º                | Otávio Augusto Chagas de Miranda         | 1916-1959  |                                        |
| 2º                | Antônio Augusto de Assis                 | 1909-1916  | Nomeado bispo de Guaxupé               |
| 1º                | João Batista Correia Néri                | 1901-1908  | Nomeado bispo de Campinas              |
| Bispo-coadjutor   |                                          |            |                                        |
|                   | Oscar de Oliveira                        | 1954-1960  | Nomeado arcebispo coadjutor de Mariana |